# کونیوخی
کونیوخی (به لاتین: Konyukhi) یک منطقهٔ مسکونی در روسیه است که در بارنائول واقع شده‌است.